# Laslău Mic, Mureș
Laslău Mic, mai demult Laslăul Săsesc, (în germană Sächsisch-Lasseln, Klein-Lasseln, în maghiară Kisszentlászló, Szászszentlászló) este un sat în comuna Suplac din județul Mureș, Transilvania, România.

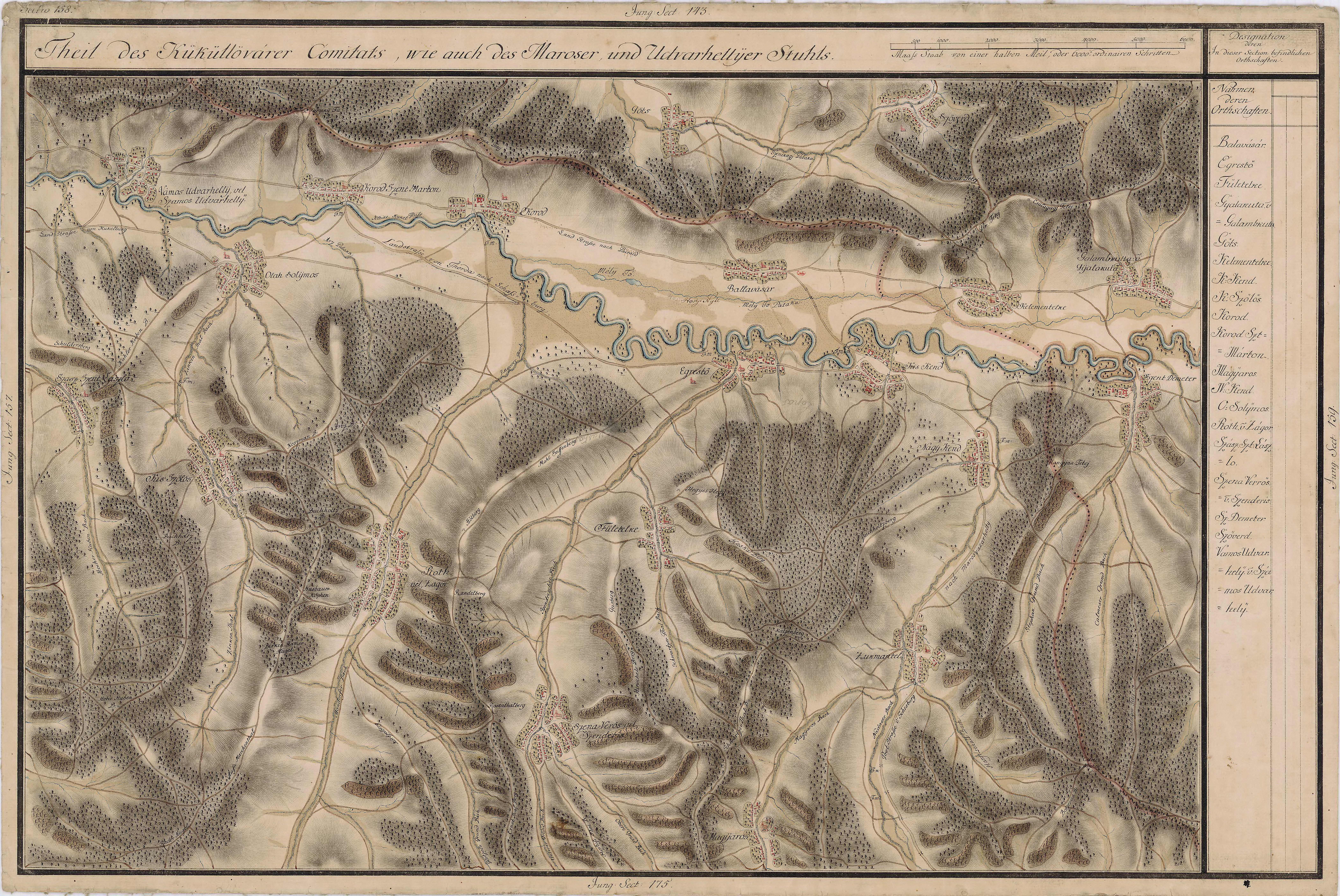
Laslău Mic în Harta Iosefină a Transilvaniei, 1769-73

## Demografie
Așezarea s-a format prin mutarea treptată, pe parcursul secolului al XVII-lea, a sașilor din Laslău Mare pe locația actuală a Laslăului Mic. Până la mijlocul secolului al XX-lea sașii au format majoritatea absolută a locuitorilor.
La recensământul din 1930 au fost înregistrați 678 de locuitori, dintre care 614 germani, 43 țigani, 19 maghiari și 2 români. Sub aspect confesional populația era alcătuită din 615 evanghelici, 43 ortodocși, 13 reformați, 5 romano-catolici și 2 unitarieni.

## Imagini

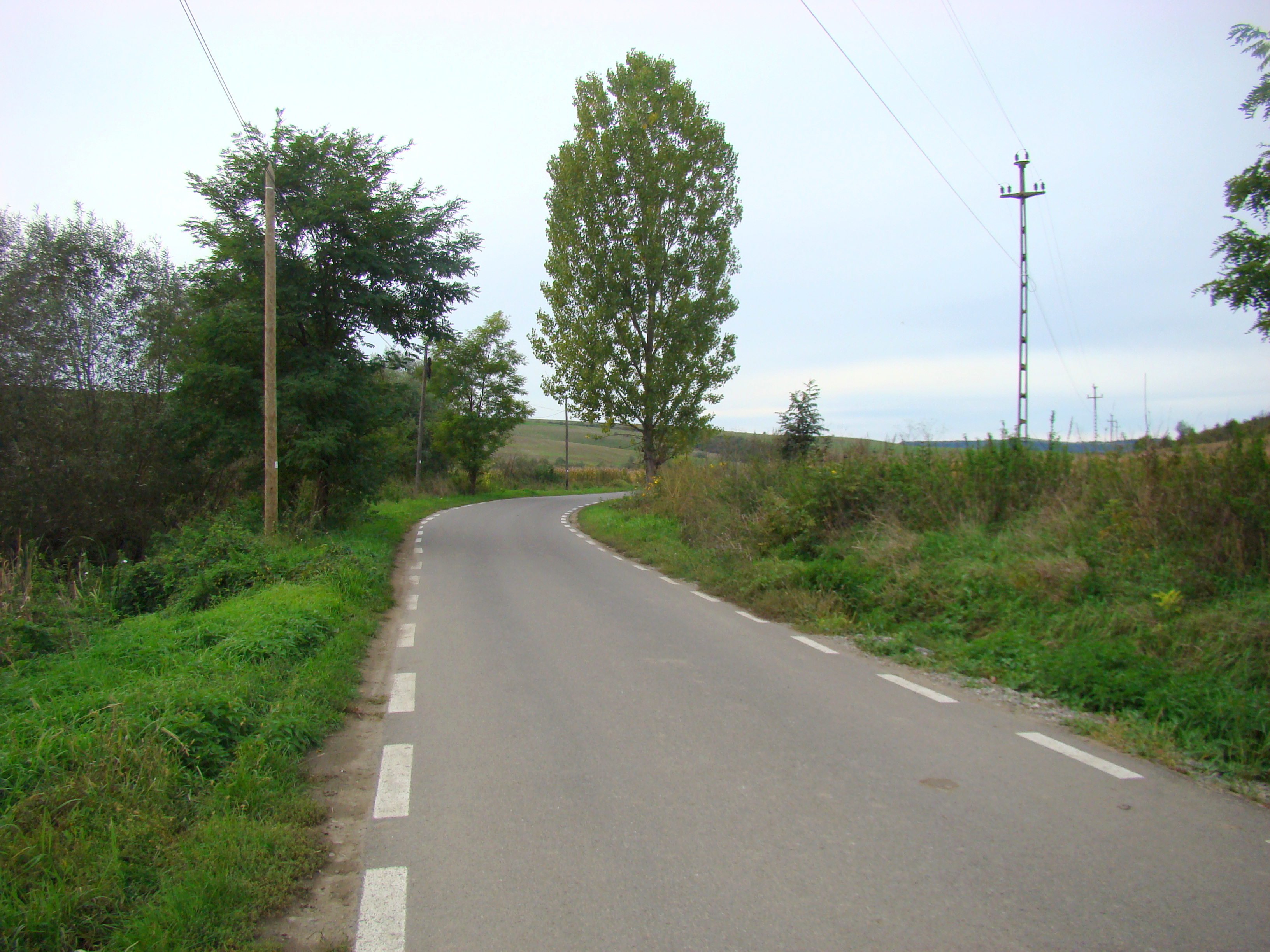
Drumul Laslău Mare-Laslău Mic
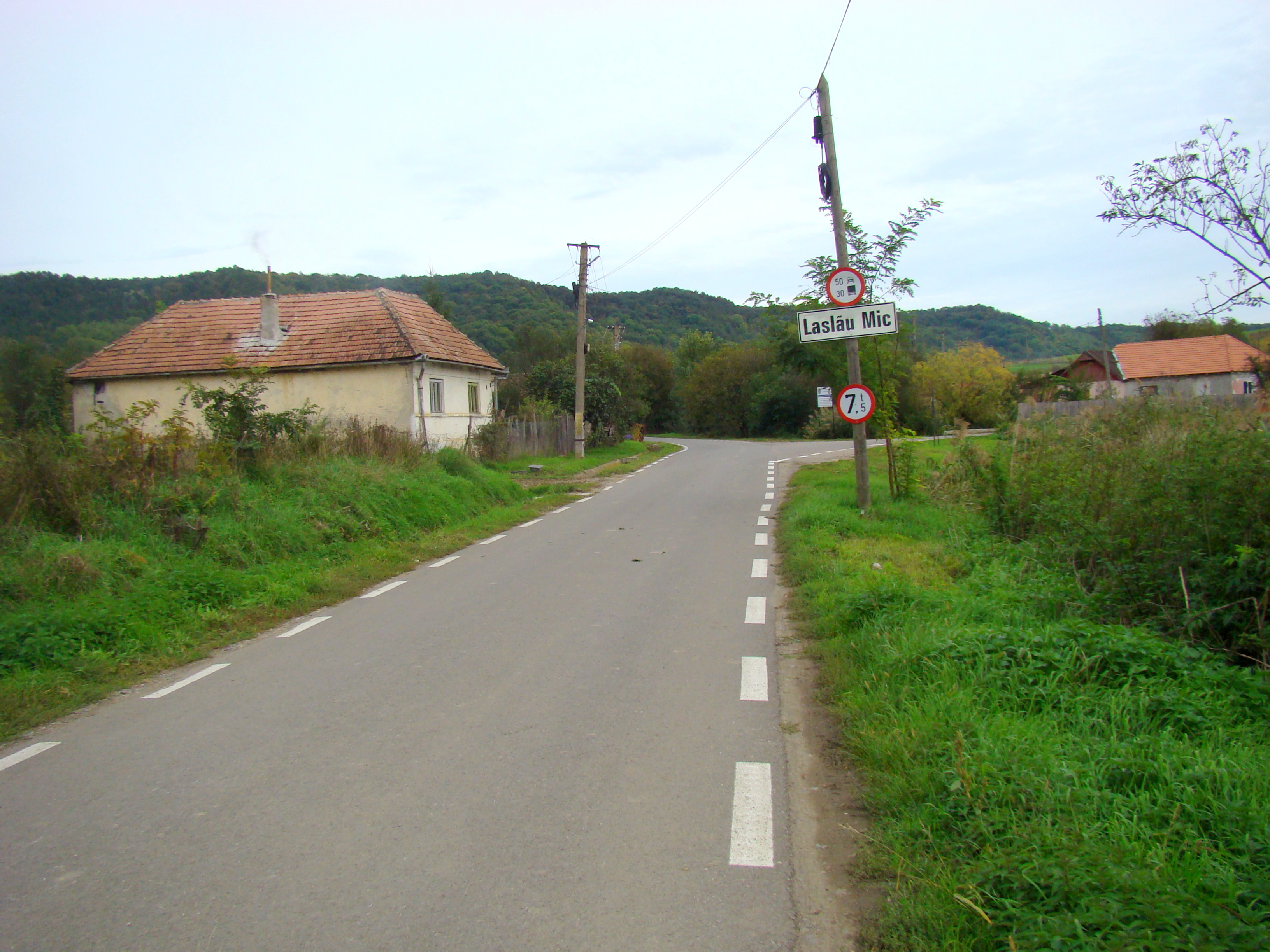
Intrarea în localitate
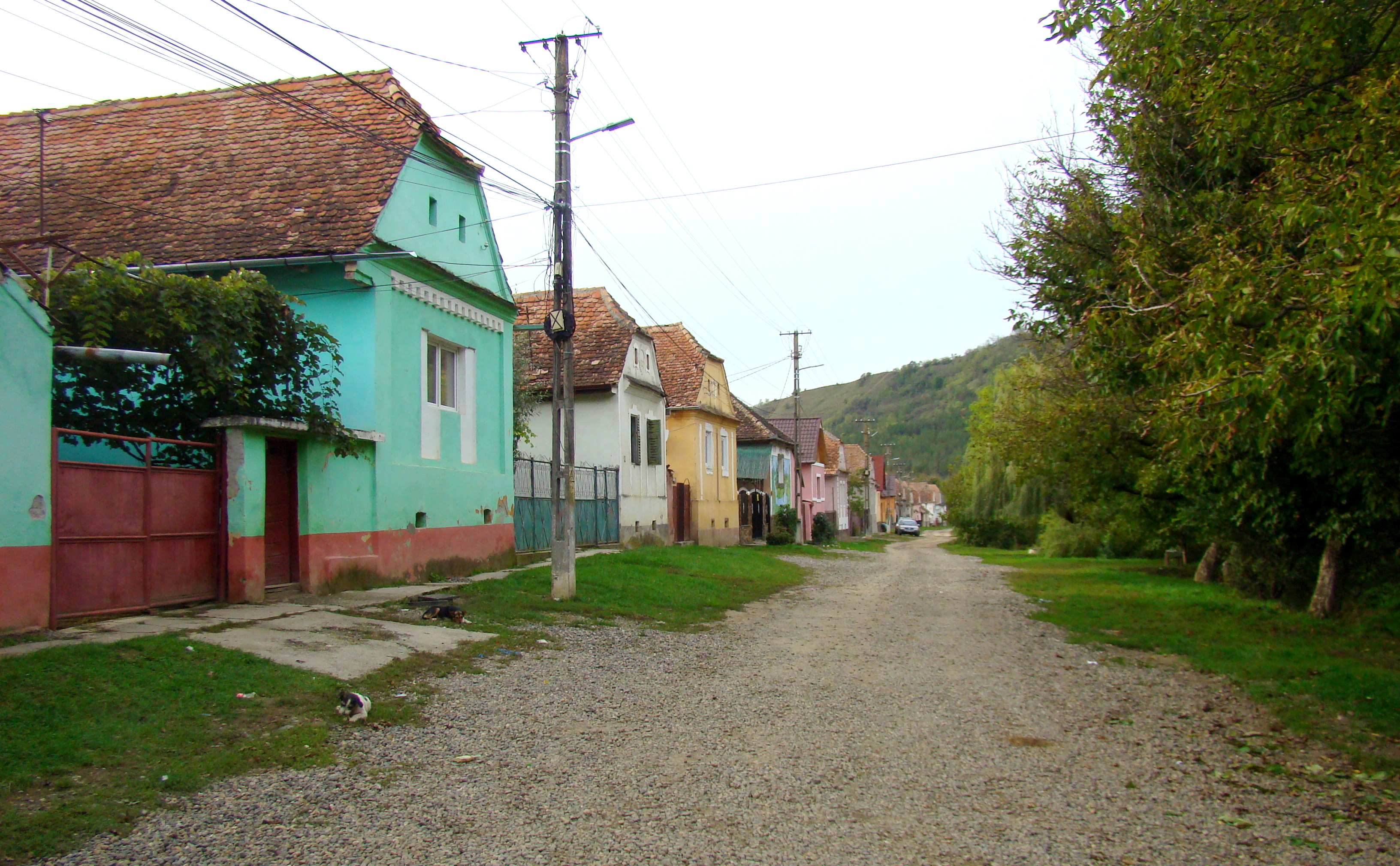
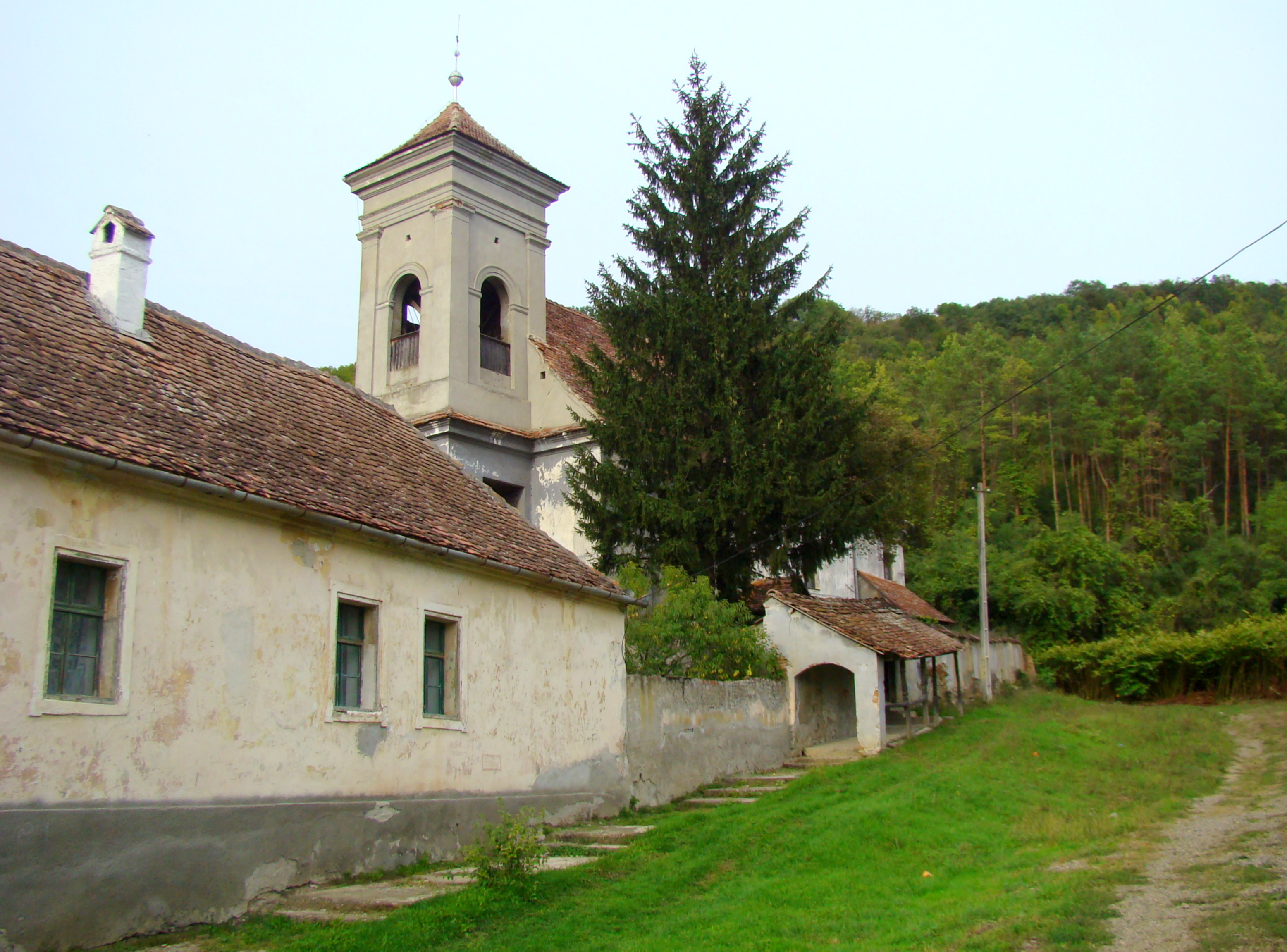
Biserica evanghelică
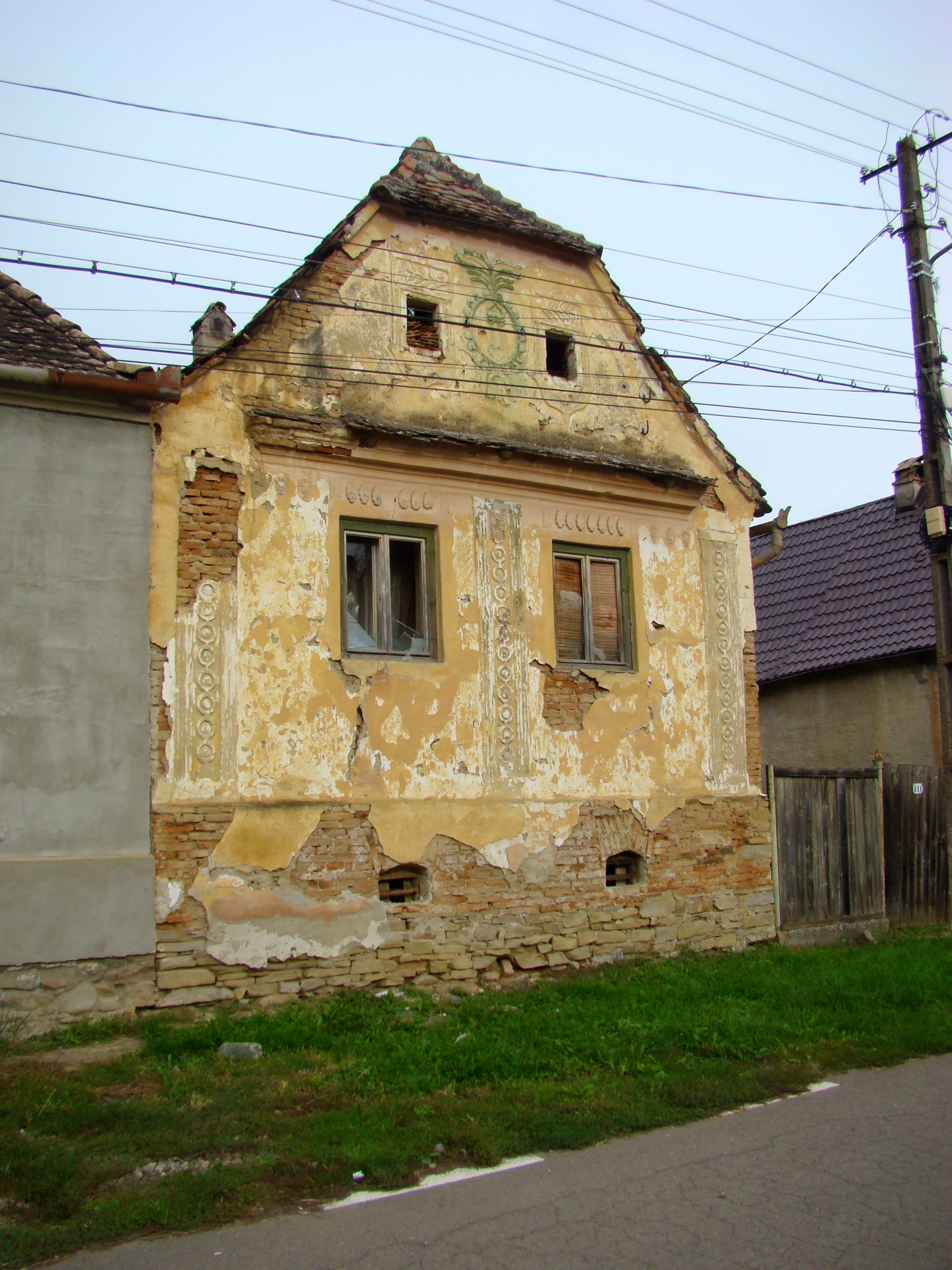
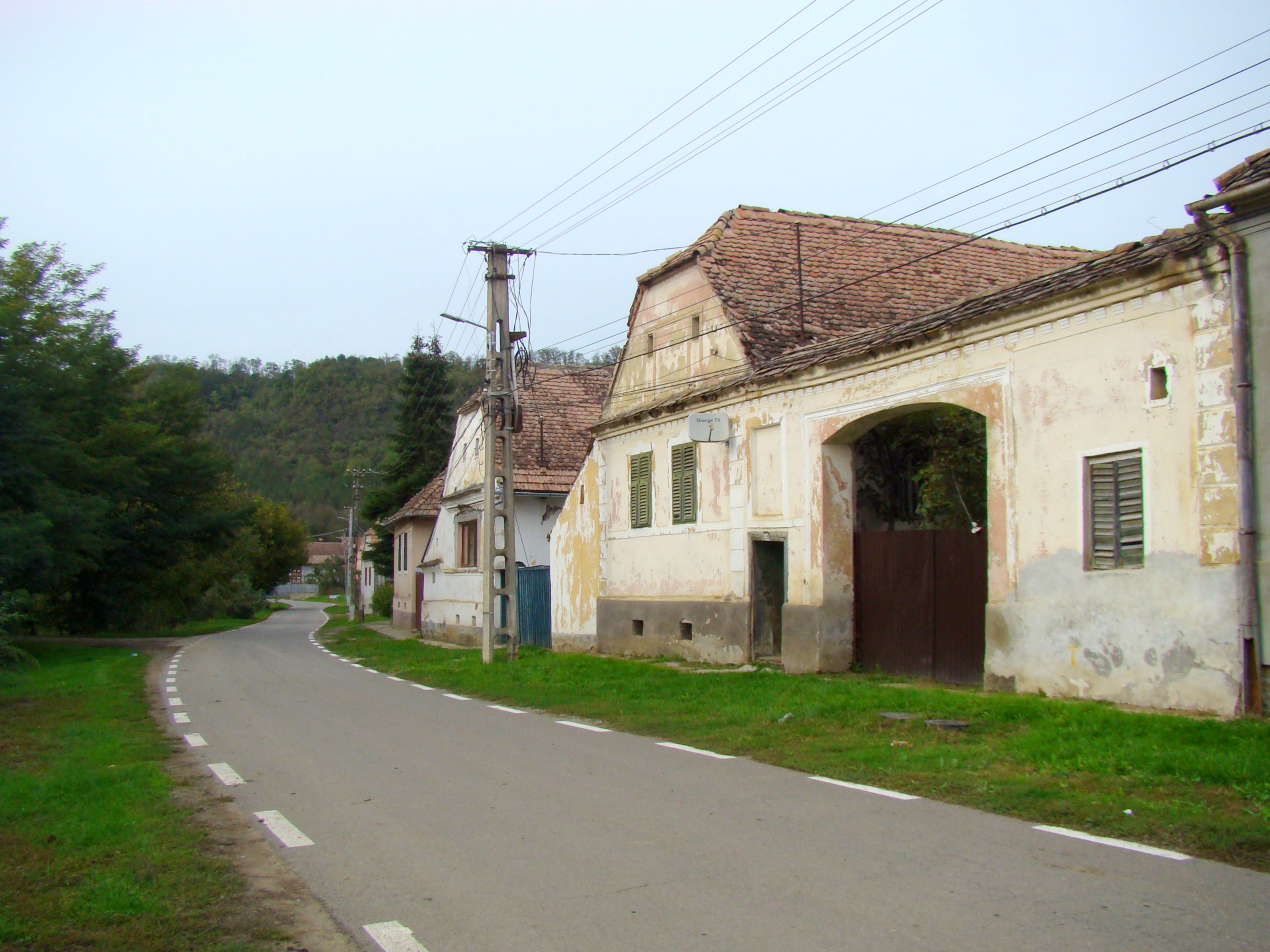
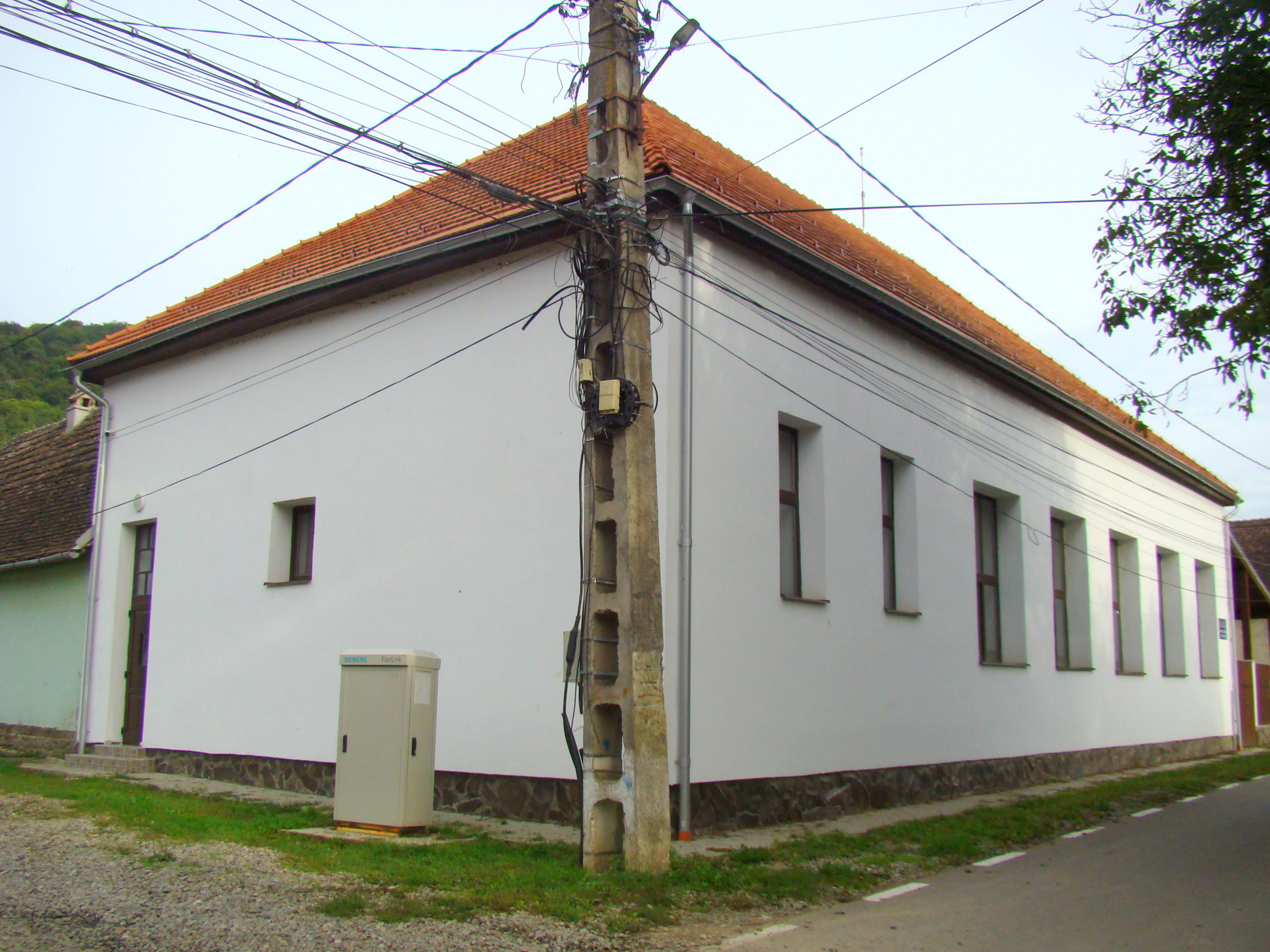
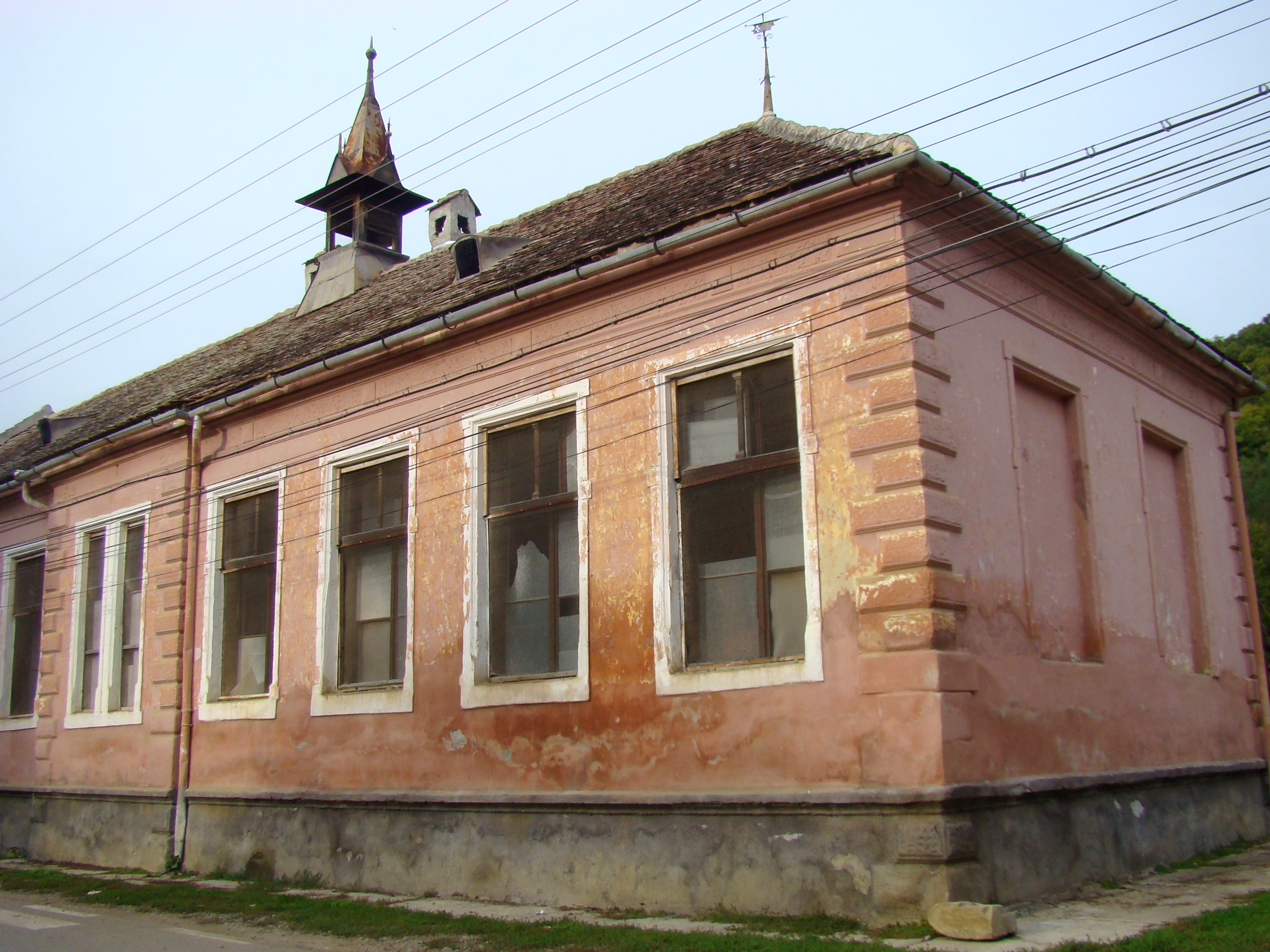
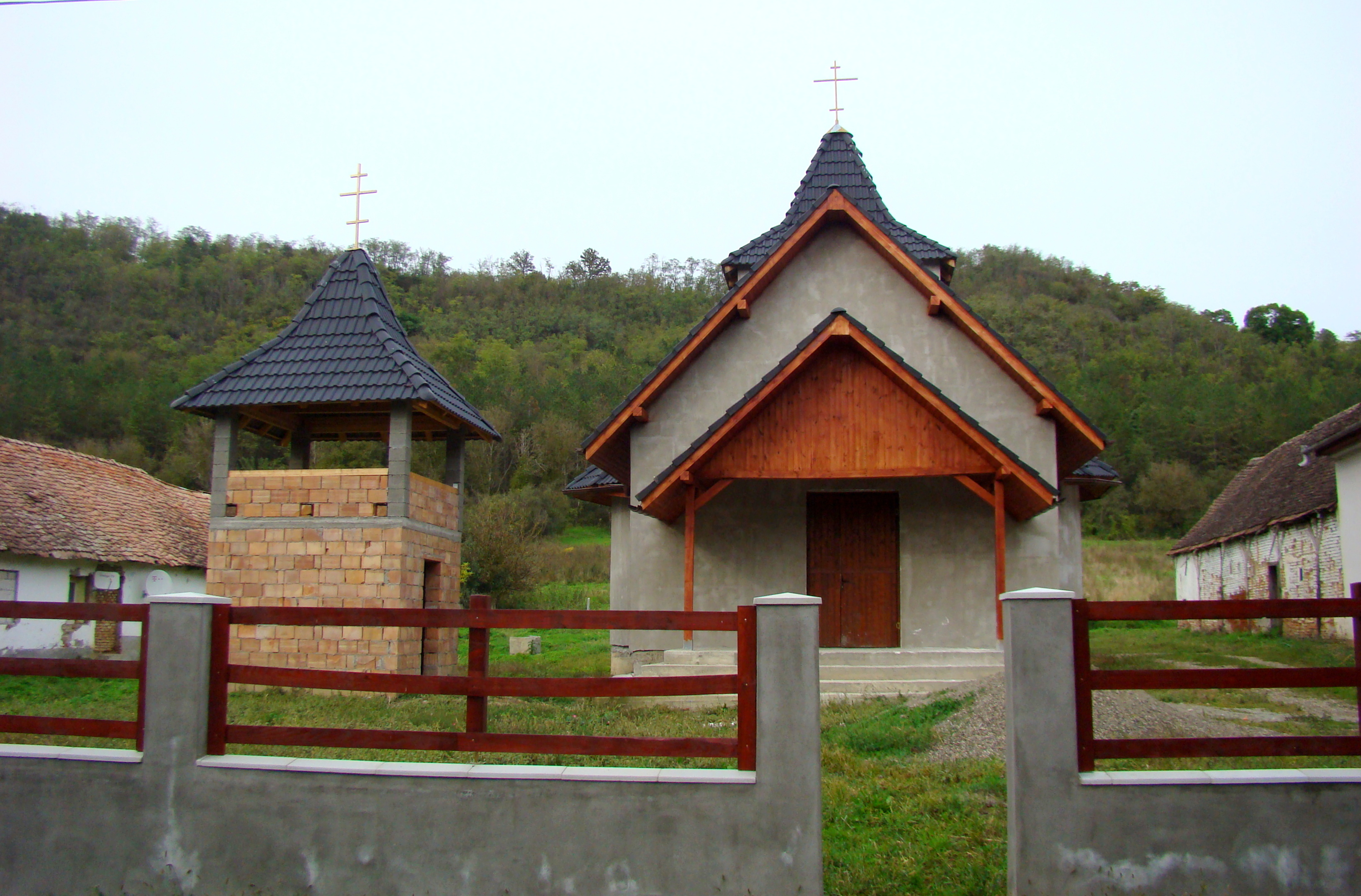
Biserica ortodoxă în construcție
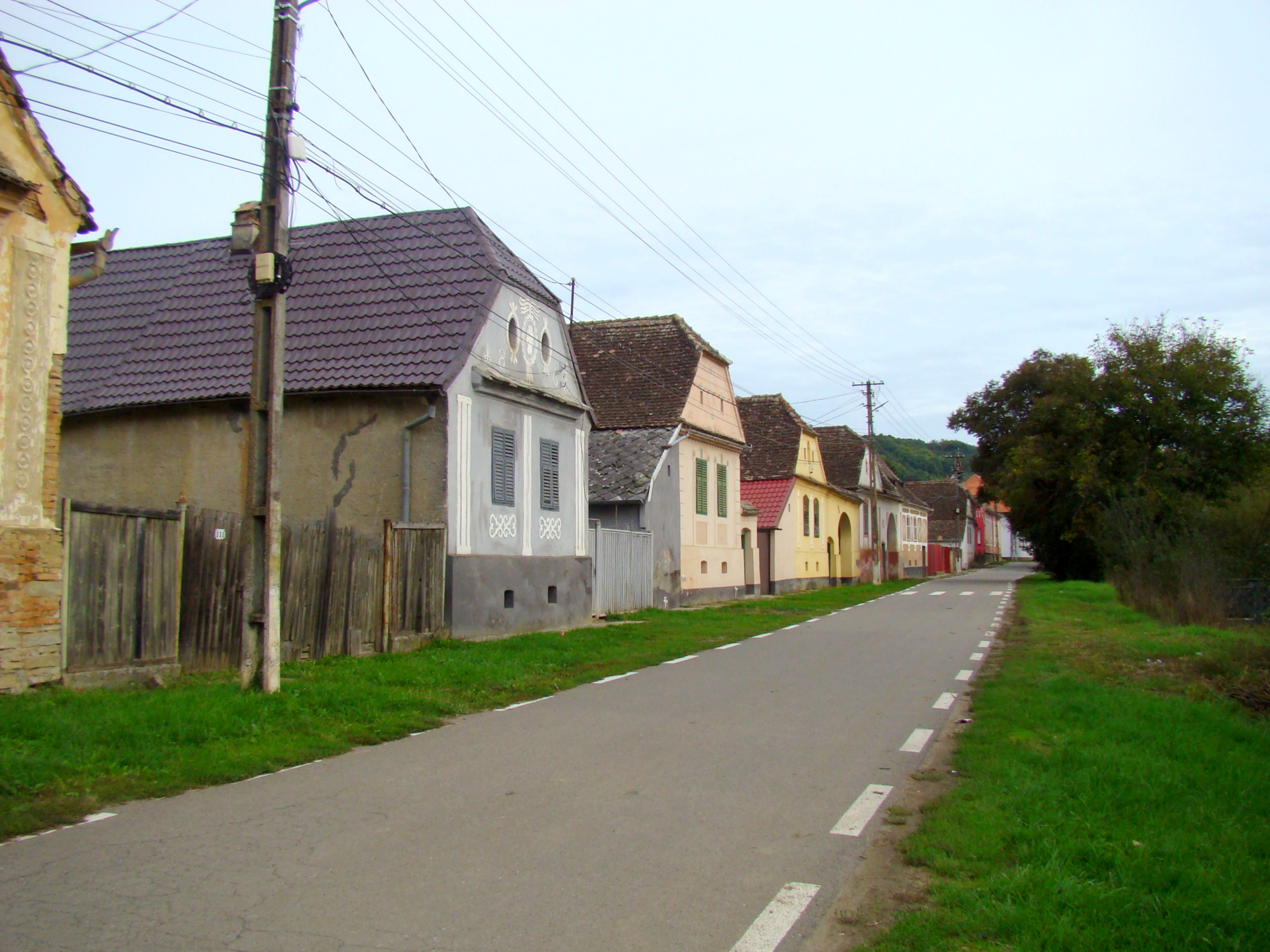
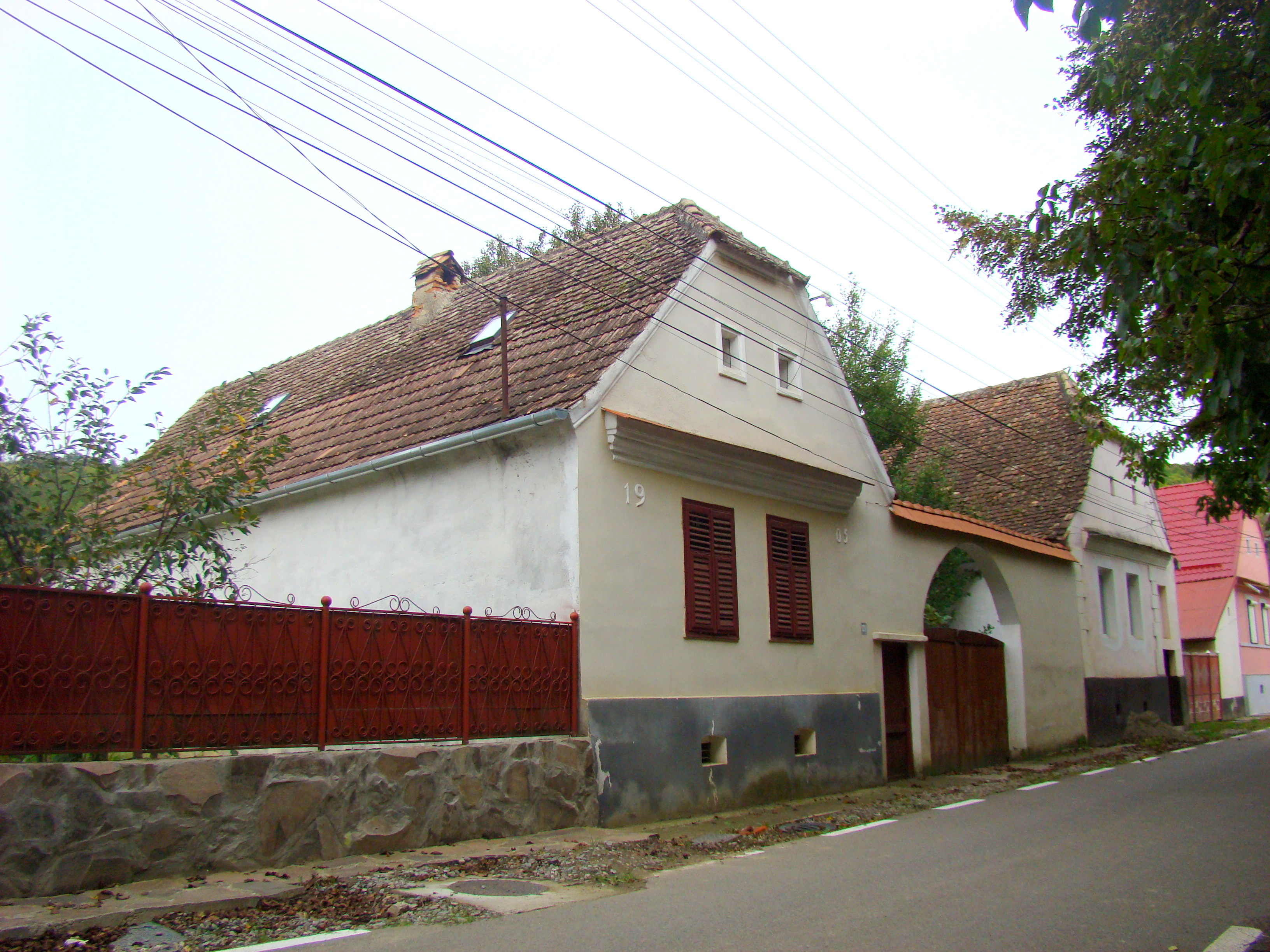
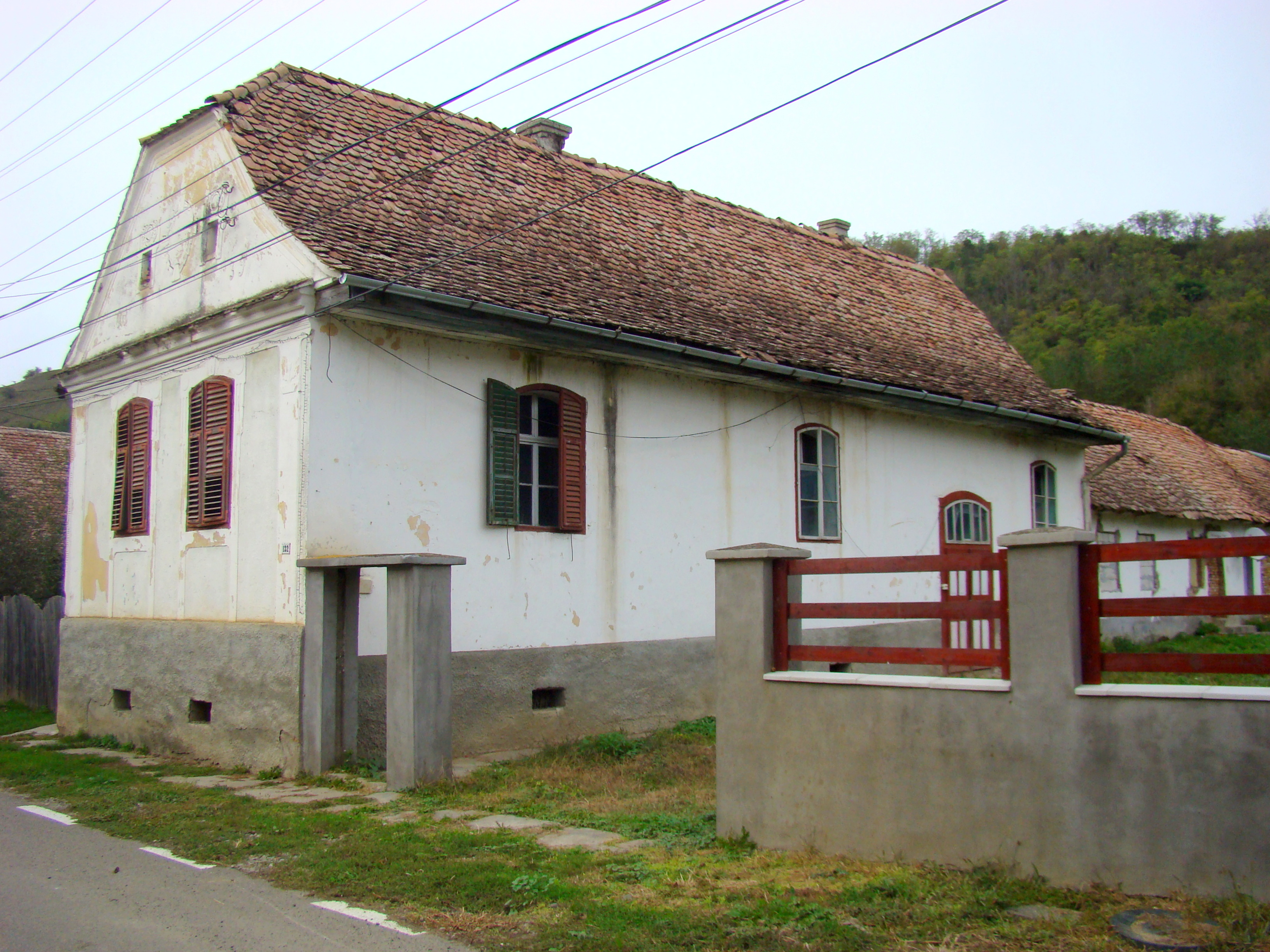
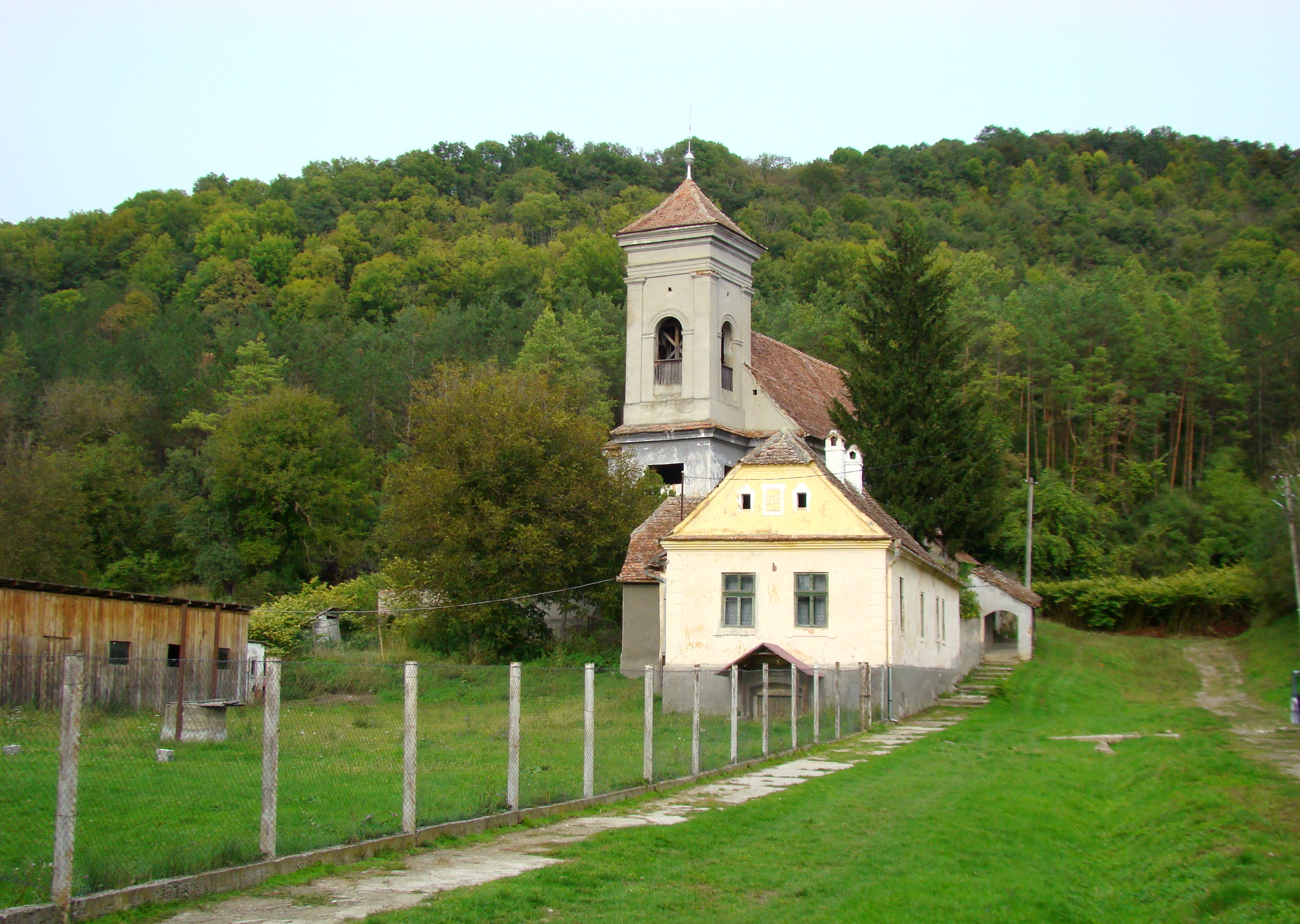
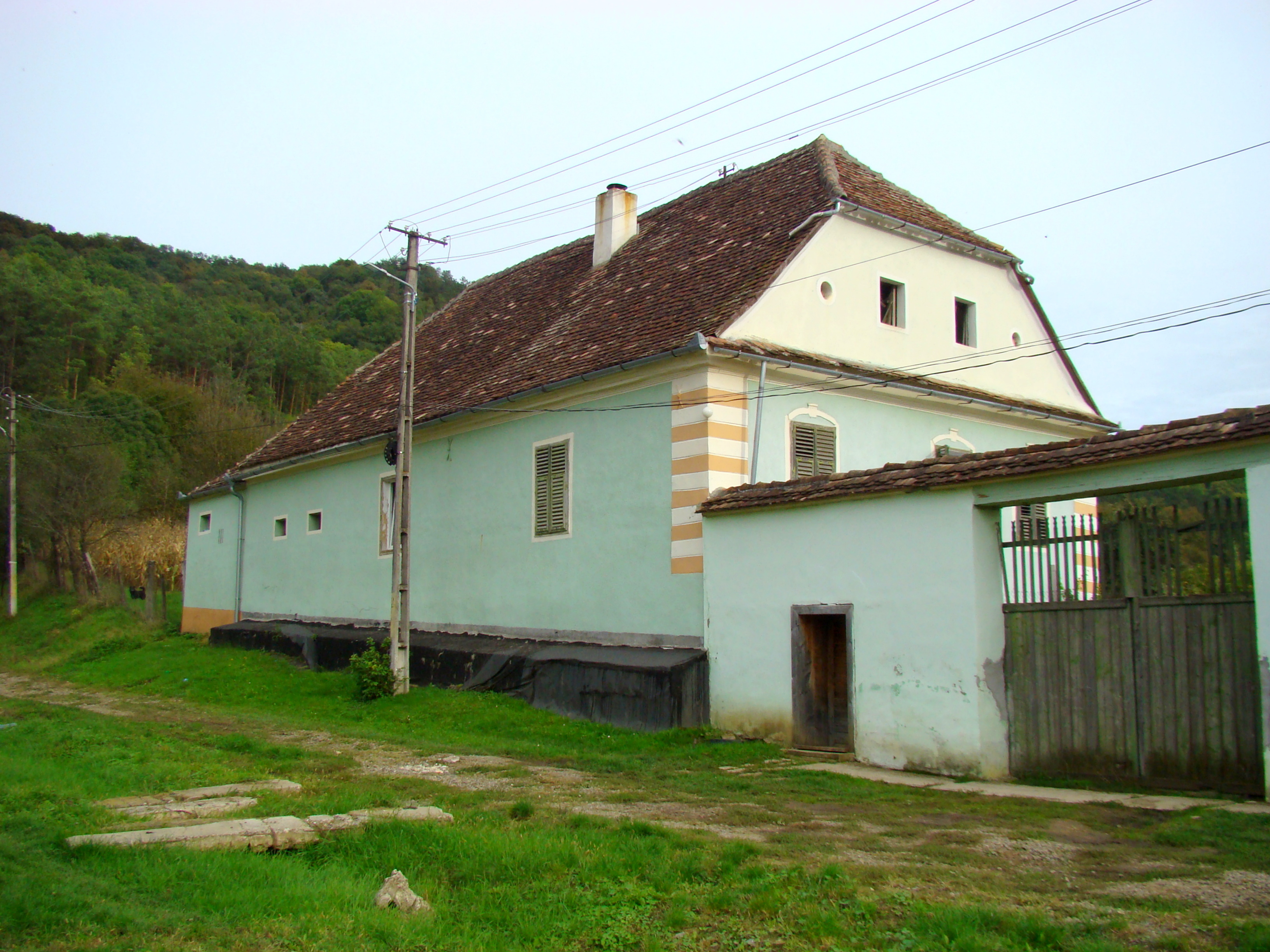
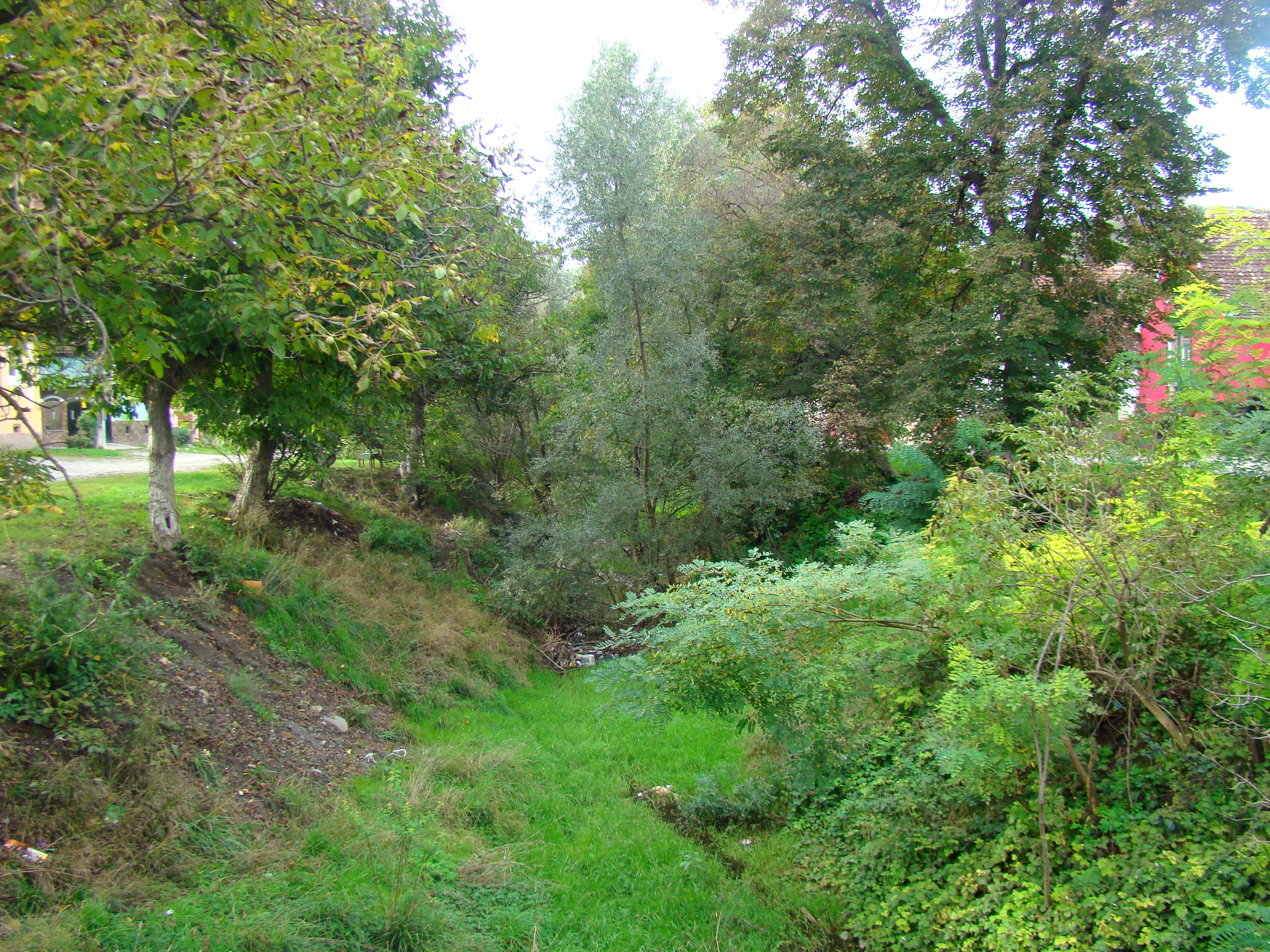
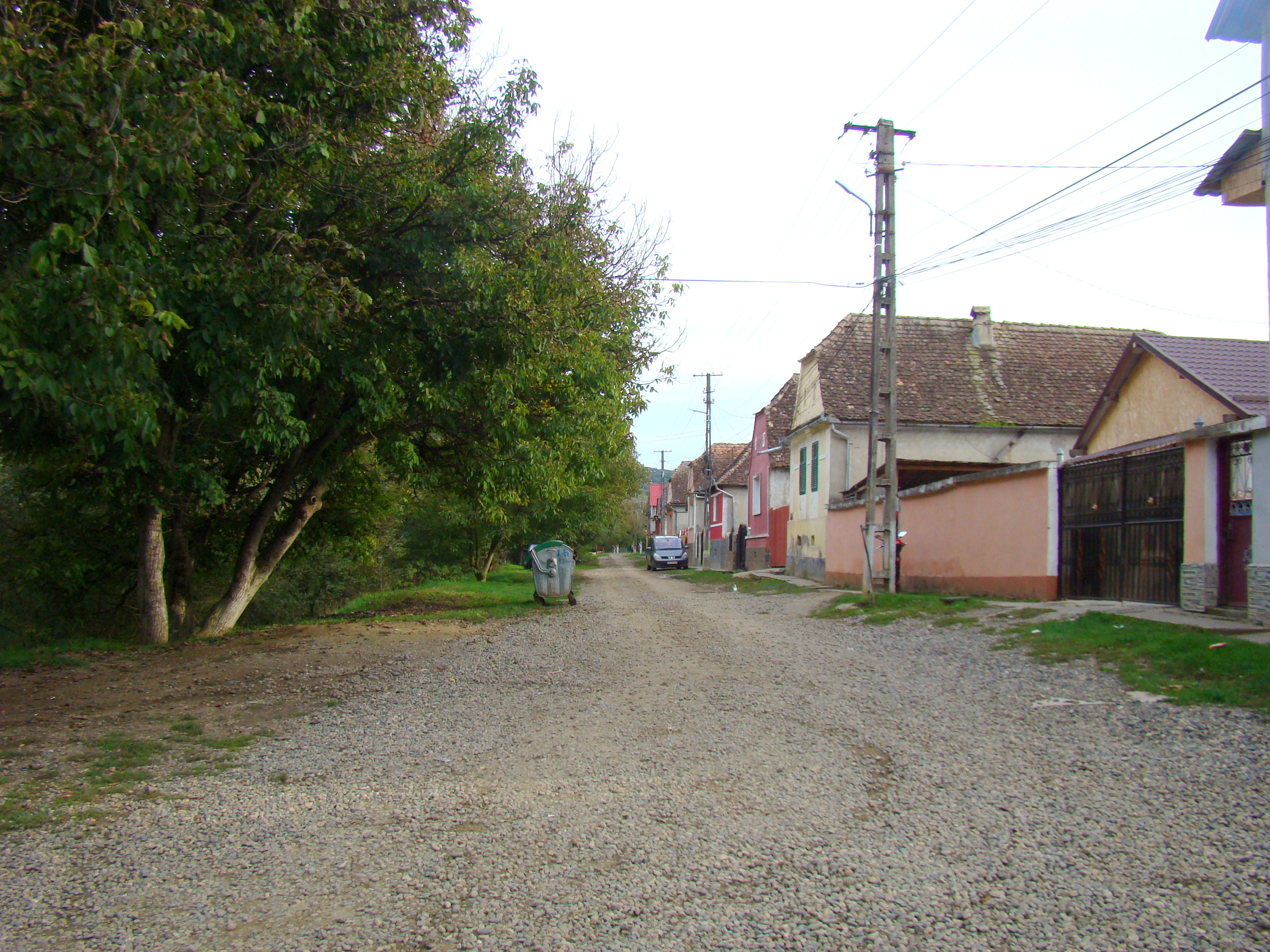
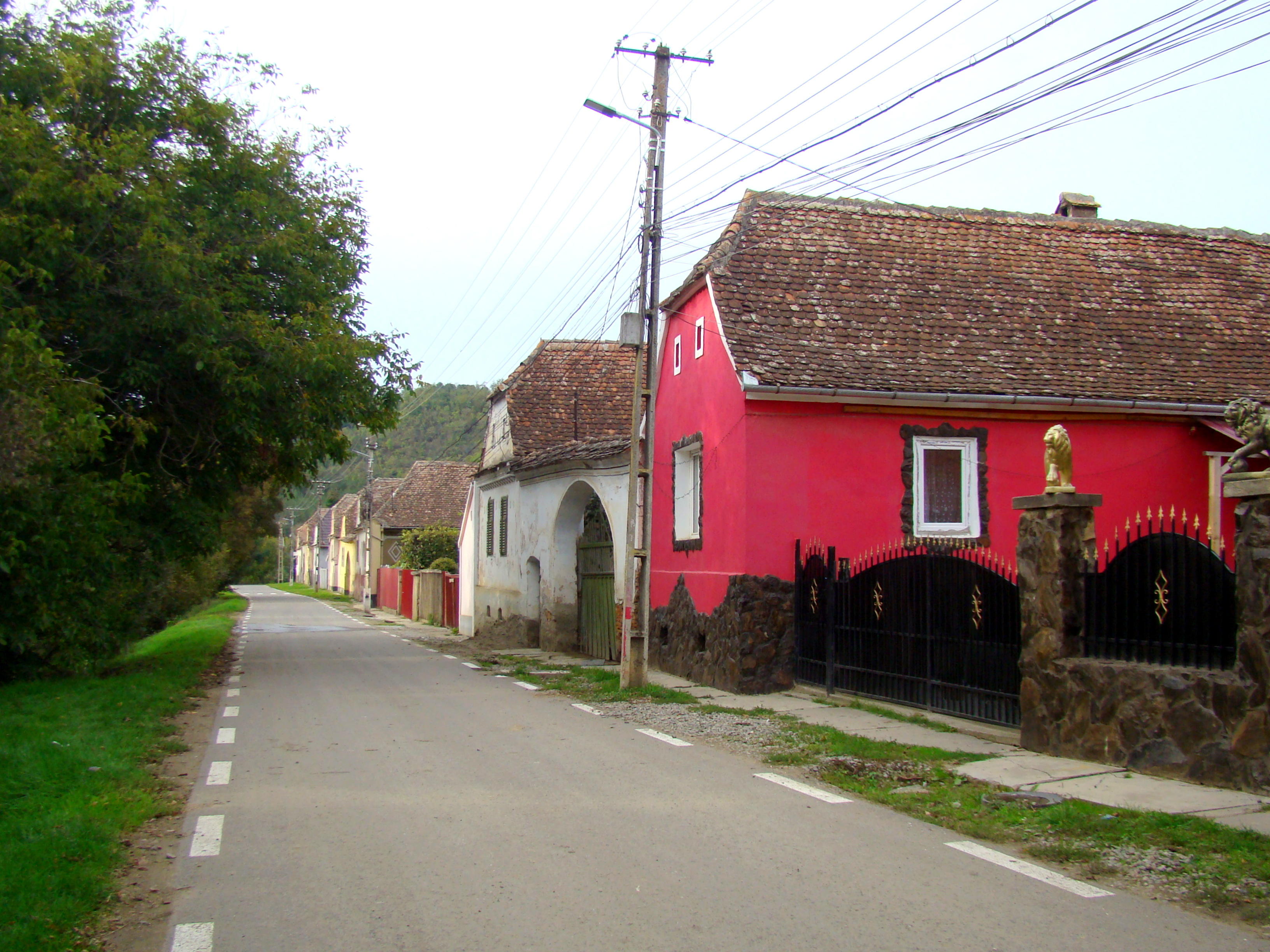
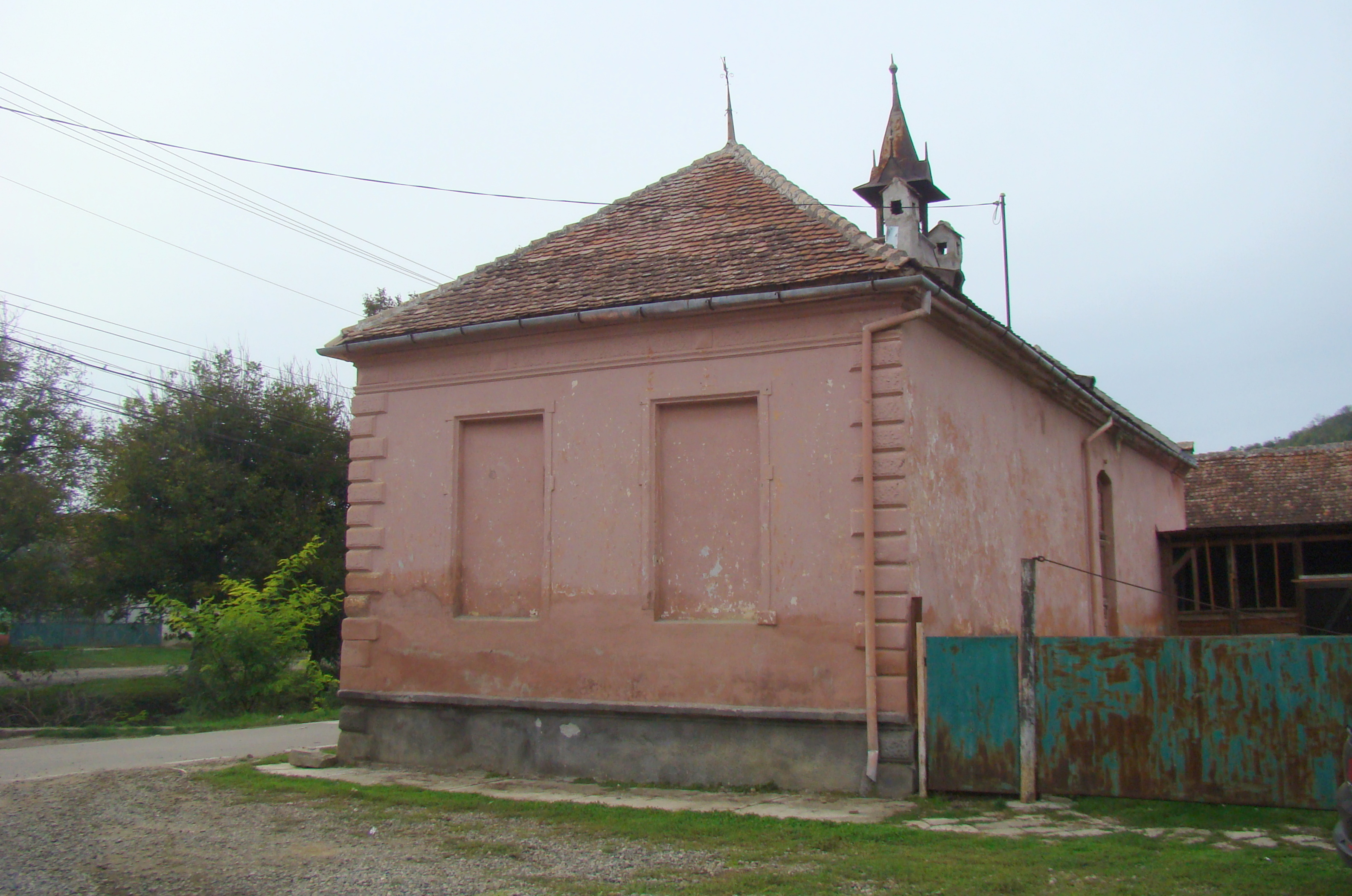